# Szyrwan (miasto)

Miasto Szyrwan

Szyrwan (az. Şirvan, do 2008 Əli Bayramlı, cyr. Әли Бајрамлы, Ali Bajramły) – miasto we wschodnim Azerbejdżanie, w dolnym biegu rzeki Kura, na Nizinie Kurańskiej (tzw. Step Mugański). Współrzędne geograficzne: 39°56′N 48°55′E/39,933333 48,916667. Ludność: 69,2 tys. (2003). 
Szyrwan uzyskał prawa miejskie w 1954. Miasto jest jednym z jedenastu miast wydzielonych (şəhər) Azerbejdżanu.
Miasto położone jest przy skrzyżowaniu linii kolejowych, biegnących ze stolicy kraju Baku na zachód (do Gandży) i na południe Azerbejdżanu (do Nachiczewanu). Znajduje się tutaj przystań rzeczna. W mieście rozwinął się przemysł materiałów budowlanych, spożywczy i bawełniany. W pobliżu miasta wydobywana jest ropa naftowa (złoża Kürovdağ i Mişovdağ).
W latach 1938–2008 miasto nosiło nazwę Əli Bayramlı na cześć komunistycznego działacza Əlego Bayramova. 25 kwietnia 2008 r. parlament Azerbejdżanu zdecydował o nadaniu miastu obecnej nazwy.
W mieście (wówczas wieś Zubowka) urodził się m.in. Şirin Şükürov.